# Stadtpfarrkirche (Hartberg)

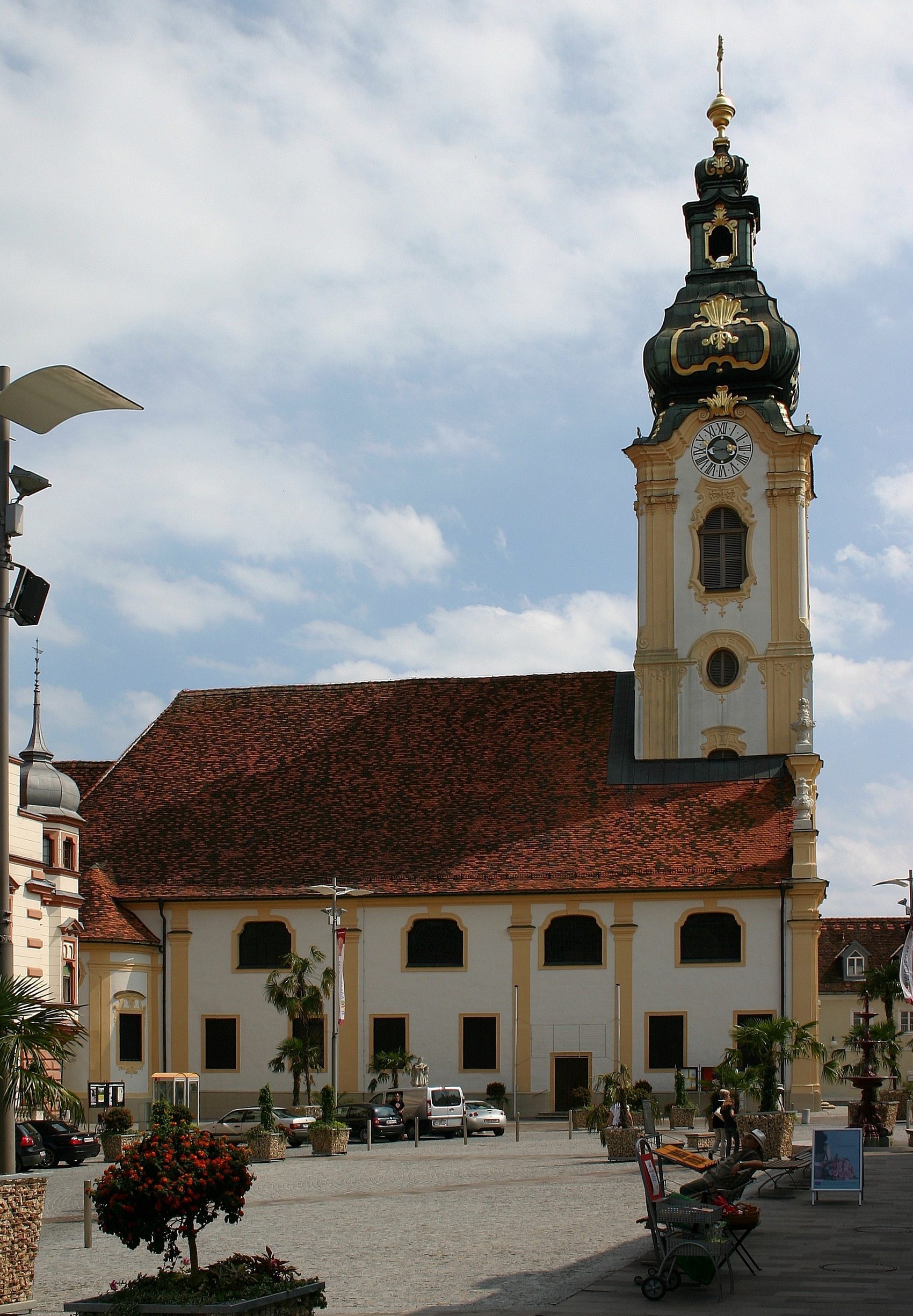
Stadtpfarrkirche St. Martin

Die römisch-katholische Stadtpfarrkirche St. Martin in Hartberg wurde dem heiligen Martin von Tours geweiht. Die heutige Außengestaltung orientiert sich an der spätbarocken Farbgebung. Im Februar 2022 wurde die Kirche nach einer grundlegenden Innensanierung, bei der auch eine vollkommene Neugestaltung des Altarraumes erfolgte, wiedereröffnet.

## Geschichte
Das heutige Erscheinungsbild der Stadtpfarrkirche von Hartberg präsentiert sich von außen als einheitlicher barocker Kirchenbau, der durch seine barocke Formensprache sowie insbesondere durch seinen prächtigen, vergoldeten Kirchturm, den Hauptplatz sowie die Silhouette der Stadt Hartberg dominiert. Ein Blick in das Innere der stattlichen Kirche zeigt jedoch, dass das Kirchengebäude nicht in einem Zug in der Barockzeit errichtet wurde, sondern vom Mittelalter beginnend immer wieder umgebaut und erweitert wurde; das letzte Mal und gleichzeitig am umfangreichsten in der Barockzeit.

### Ursprünge aus römischer Zeit
Hartberg ist uralter Siedlungsboden, da hier bereits für die keltische sowie später für die römische Zeit Besiedelungen nachweisbar sind. Die Stadtpfarrkirche steht auf den Resten einer römischen Villa aus der Zeit um 200 n. Chr.

### Romanik

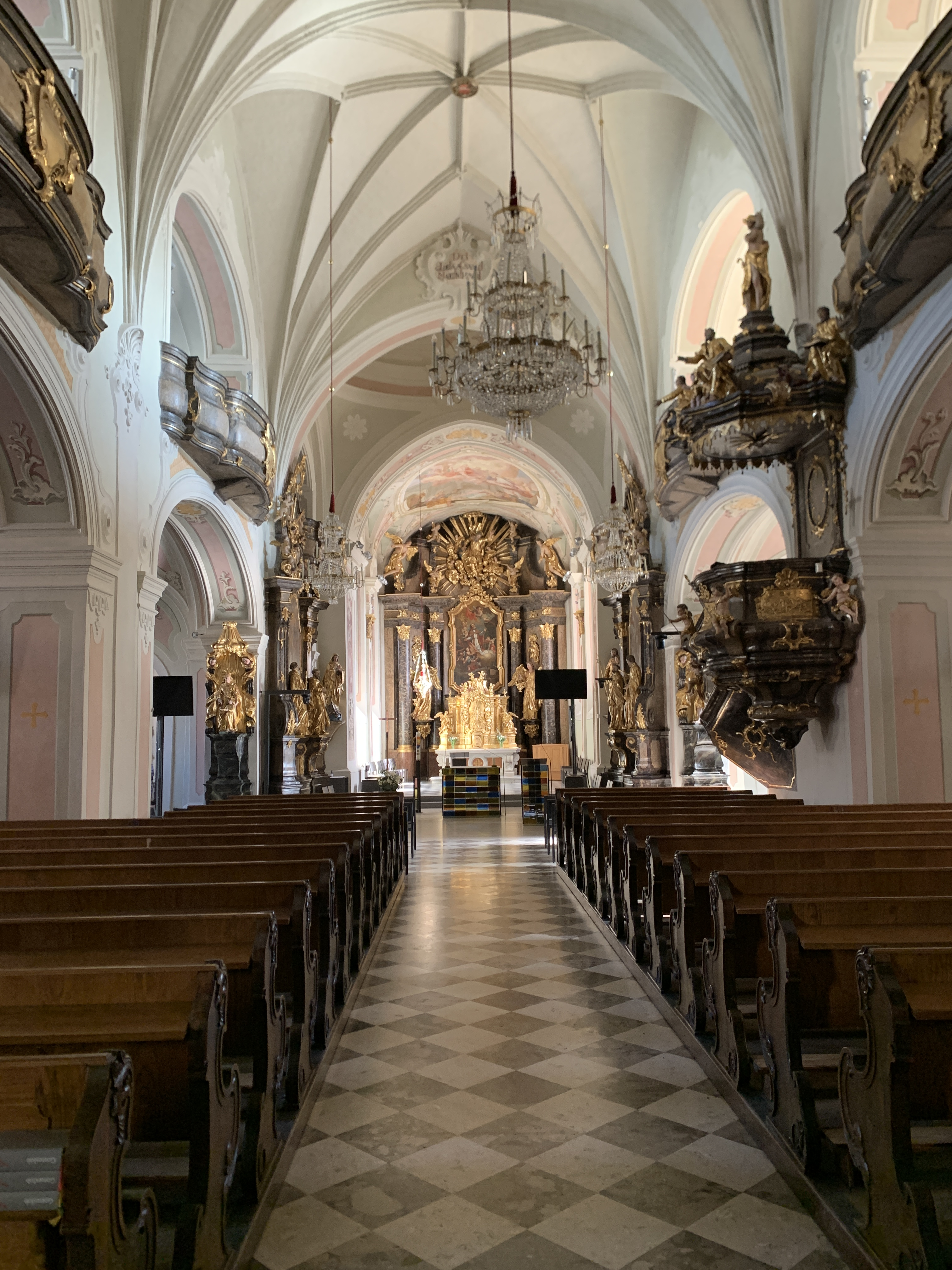
Blick durch das Langhaus

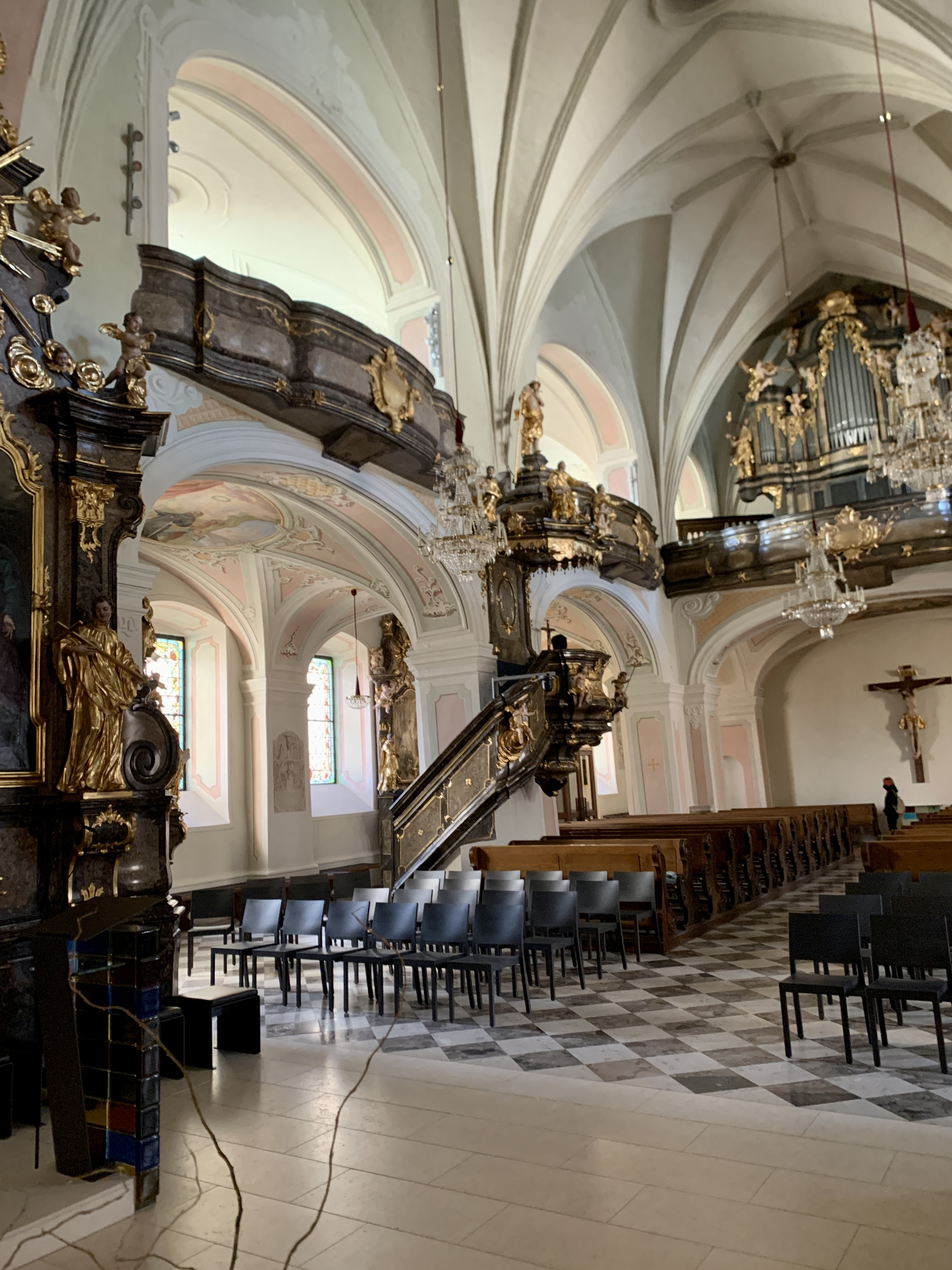
Verschmelzung von Gotik, Barock und Moderne

Unmittelbar nach der Errichtung des ersten Marktes in Hartberg um 1128 wurde eine romanische Chorquadratkirche erbaut und dem hl. Martin geweiht. Die Pfarre wurde um 1140 neben Riegersburg und Leibnitz als eine der Urpfarren durch den Archidiakon Reinbert von Fischau gegründet. Der erste Pfarrer Erchenger wird urkundlich 1157 genannt. Für die Zeit von 1163 bis 1201 scheint Ulrich, ein Neffe des Archidiakons Reinbert in acht Urkunden als Pfarrer von Hartberg auf. Pfarrer Ulrich (1163–1201) ließ die Chorquadratkirche zu einer dreischiffigen Pfeilerbasilika mit einem Turm über dem östlichen Chorraum ausbauen. Das Hauptschiff und die beiden niedrigen, mit Fenstern versehenen Seitenschiffe erhielten flache Decken. Auch die Errichtung des heutigen Kirchturmes, ursprünglich ein romanischer Wehrturm aus behauenem Quaderstein, könnte in diese Bauperiode fallen. Somit präsentierte sich die Stadtpfarrkirche über mehrere Jahrhunderte hindurch als wuchtiges Bauwerk mit zwei Türmen: Dem Ostturm als dem eigentlichen Kirchturm über dem Bereich des heutigen Volksaltares und dem Westturm, welcher als Stadtturm diente und dicht an die Kirche herangebaut war, der sich allerdings nicht im Eigentum der Kirche, sondern im Besitz der Bürgerschaft der Stadt befand.

### Gotik
Um die Mitte des 15. Jahrhunderts, in der Gotik, wurde der Chorraum der Kirche nach Osten erweitert. Das Hauptschiff bekam ein Sternrippengewölbe und einen eigenen Kirchturm (Ostturm). Von den damals neu erbauten Gewölben ist das gotische Sternrippengewölbe im Mittelschiff noch erhalten. An den Strebepfeilern ist die eingemeißelte Jahreszahl 1467 zu sehen.

### Barock

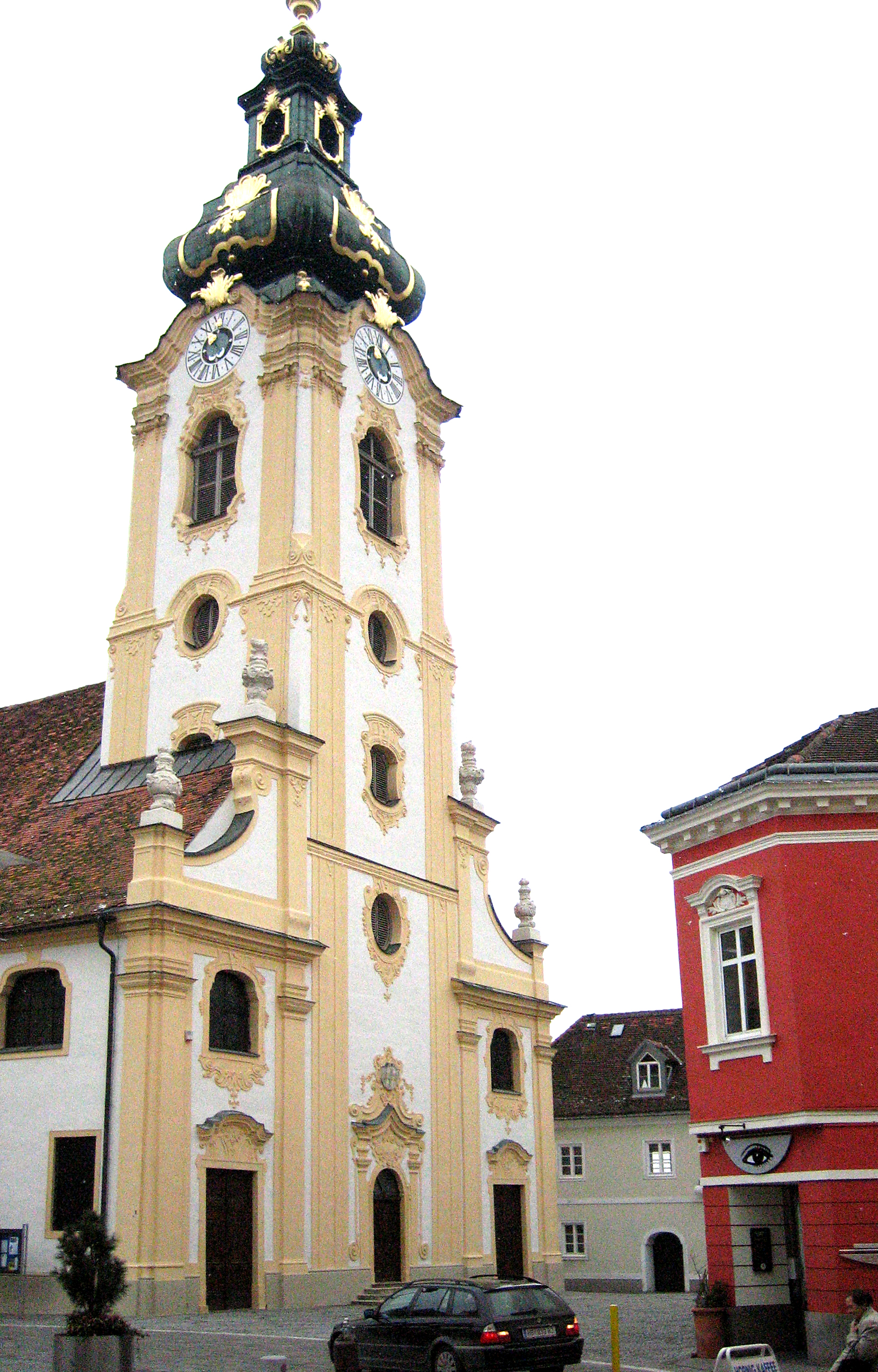
Hartberg Pfarrkirche, Barocke Westfassade

Bei der Brandkatastrophe im Jahre 1715 wurde Hartberg bis auf wenige Häuser zerstört. Der Wehrturm brannte aus und die Kirche wurde ebenfalls in Mitleidenschaft gezogen. Die Brandschäden, die teilweise Baufälligkeit und das geringe Fassungsvermögen der Kirche verlangten einen Neubau, denn das Erweitern der alten mittelalterlichen Kirche war nach der Meinung von Bausachverständigen aufgrund der vielen Pfeiler und Winkel in der Kirche sowie aufgrund der zwei im Wege stehenden Türme eine Sache der Unmöglichkeit. Für einen Neubau müssten zuerst zwei angrenzende Bürgerhäuser gekauft und abgerissen werden. Vermutlich wurde dabei geplant, eine neue Kirche in Richtung des Hauptplatzes an der Nordseite zu bauen. 1750 begannen unter dem aus Westfalen stammenden Pfarrer Gerhard Soecker (1736–1758) umfangreiche Bauarbeiten. 1751 entschied man sich jedoch für einen großzügigen Umbau.
Die romanischen Seitenschiffe wurden abgebrochen, neu aufgebaut, mit Emporen versehen und bis zur Westseite des ehemaligen Wehr- oder Stadtturmes verlängert. Der romanische Wehrturm wurde zu dem heutigen barocken Kirchturm mit einem der schönsten Turmhelme der Steiermark ausgebaut. Der Altarraum erhielt ein neues Gewölbe und nach Abtragung des baufälligen Ostturms erhielt das anschließende Chorquadrat stattdessen eine ovale Flachkuppel. Die Sakristei wurde vergrößert und im Norden die Marienkapelle angebaut. Der mit den Bauarbeiten betraute Hartberger Baumeister Thomas Reiff, welcher bereits am Bau der hochbarocken Stiftsbasilika in Rein mitwirkte, konnte den Umbau 1756 fertigstellen. Die gesamte Inneneinrichtung wurde im Stile des Hochbarock geschaffen. Somit ist die Stadtpfarrkirche von Hartberg eines der Beispiele, wie ein ursprünglich mittelalterlicher Kirchenbau aus der Romanik bzw. Gotik zu einem harmonischen barocken Kirchengebäude umgebaut wurde, bestehend aus einer Symbiose von mehreren Baustilen.

### Renovierungen
- Außenrenovierungen, um 1840, 1887, 1928, 1955, 1978, 2005
- Innenrenovierungen, um 1840, 1863, 1905–1911, 1960, 1973, 2004, 2021/2022

Von Mai 2021 bis Februar 2022 erfolgte eine umfangreiche Innensanierung des Kirchengebäudes. Im Rahmen dieser Renovierung wurde auch die ursprüngliche barocke Farbgebung des Innenraumes wiederhergestellt, sodass sich das Kircheninnere nun wieder mit harmonisch aufeinander abgestimmten Farbtönen präsentiert. Im Zuge dessen wurde auch die Altarzone völlig neu gestaltet, welche einen hellen Bodenbelag erhielt, der sich auf demselben Bodenniveau wie das Hauptschiff befindet. Der neu geschaffene Volksaltar sowie der Ambo, welche aus Buntglassteinen in Kombination mit Stahl angefertigt sind, wurden am 20. Februar 2022 im Rahmen eines feierlichen Hochamtes von Generalvikar Dr. Erich Linhardt geweiht.
Eine Grabung im Zuge der Innenrenovierung im Jahre 1973 brachte einigermaßen Klarheit über die vier Bauperioden der Stadtpfarrkirche. Beim Einbau der Bodenheizung kamen nicht nur Hypokausten und Mauerteile eines römischen Gebäudes aus dem 2./3. Jahrhundert und die Fundamente der romanischen Chorquadratkirche zum Vorschein, sondern auch eine Krypta.

## Ausstattung

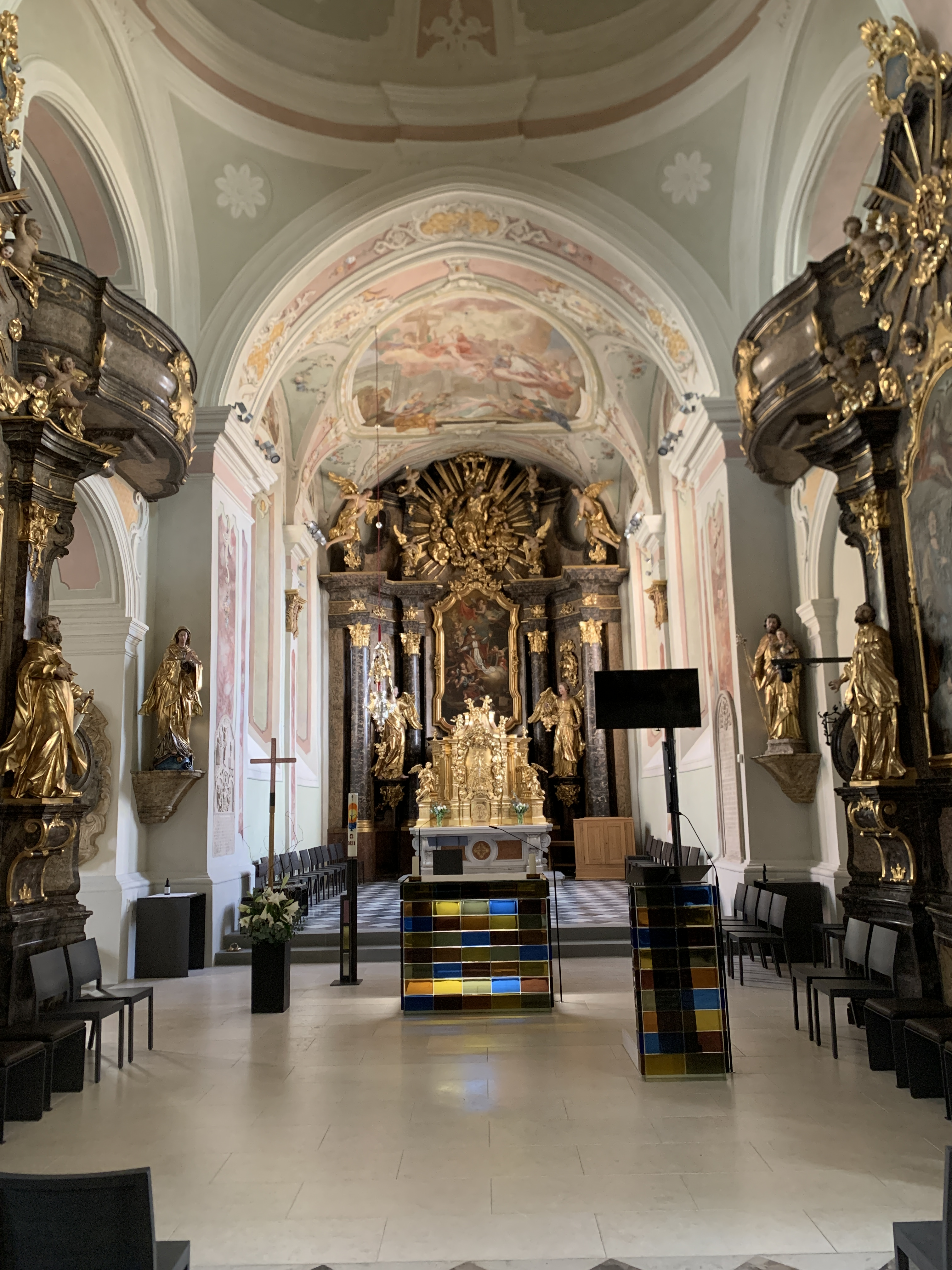
Altarzone mit Hochaltar

Beim Betreten der Kirche fällt als erstes die harmonische Innengestaltung, eine gelungene Verschmelzung des gotischen Raumes mit der barocken Einrichtung, einem Hochaltar und sieben Seitenaltären auf.

### Presbyterium
Das Hochaltarbild wurde vom Vorauer Stiftsmaler Johann Cyriak Hackhofer vor dem Barockumbau, wahrscheinlich im Jahre 1717 geschaffen. Es zeigt, wie der hl. Martin himmelwärts schwebt. Engel umschwärmen ihn und tragen alle bischöflichen Utensilien. Die Fresken des Hofkammermalers Josef Adam Mölk über dem Hochaltar zeigen den hl. Martin bei seiner Ankunft im Himmel. Der Hochaltar mit dem Säulenaufbau entstand 1766.
Den Abschluss des Presbyteriums bilden links das Standbild der hl. Jungfrau Maria und rechts die Statue des hl. Josef mit dem Jesuskind.
Im Zuge der Innenrenovierung von 2021/2022 wurde der gesamte Innenraum nicht nur saniert und gereinigt, sondern auch eine neue Beleuchtung, neue Sitzplatzmöglichkeiten sowie eine Neugestaltung des Altarraumes geschaffen. Der Volksaltar als zentrale Mitte des liturgischen Feierraumes wurde zentraler positioniert, um im ursprünglich mittelalterlichen Kirchenraum eine harmonische Mitte zu schaffen. Das teilweise neu geschaffene Kirchenmobiliar ist farblich auf die umgebende Einrichtung des Kircheninnenraumes abgestimmt. Vom Kirchengestühl wurden die ersten Bankreichen entfernt und durch eine moderne Bestuhlung ersetzt, welche nun mobil ist und mehr Sitzplätze bietet.

### Marienkapelle

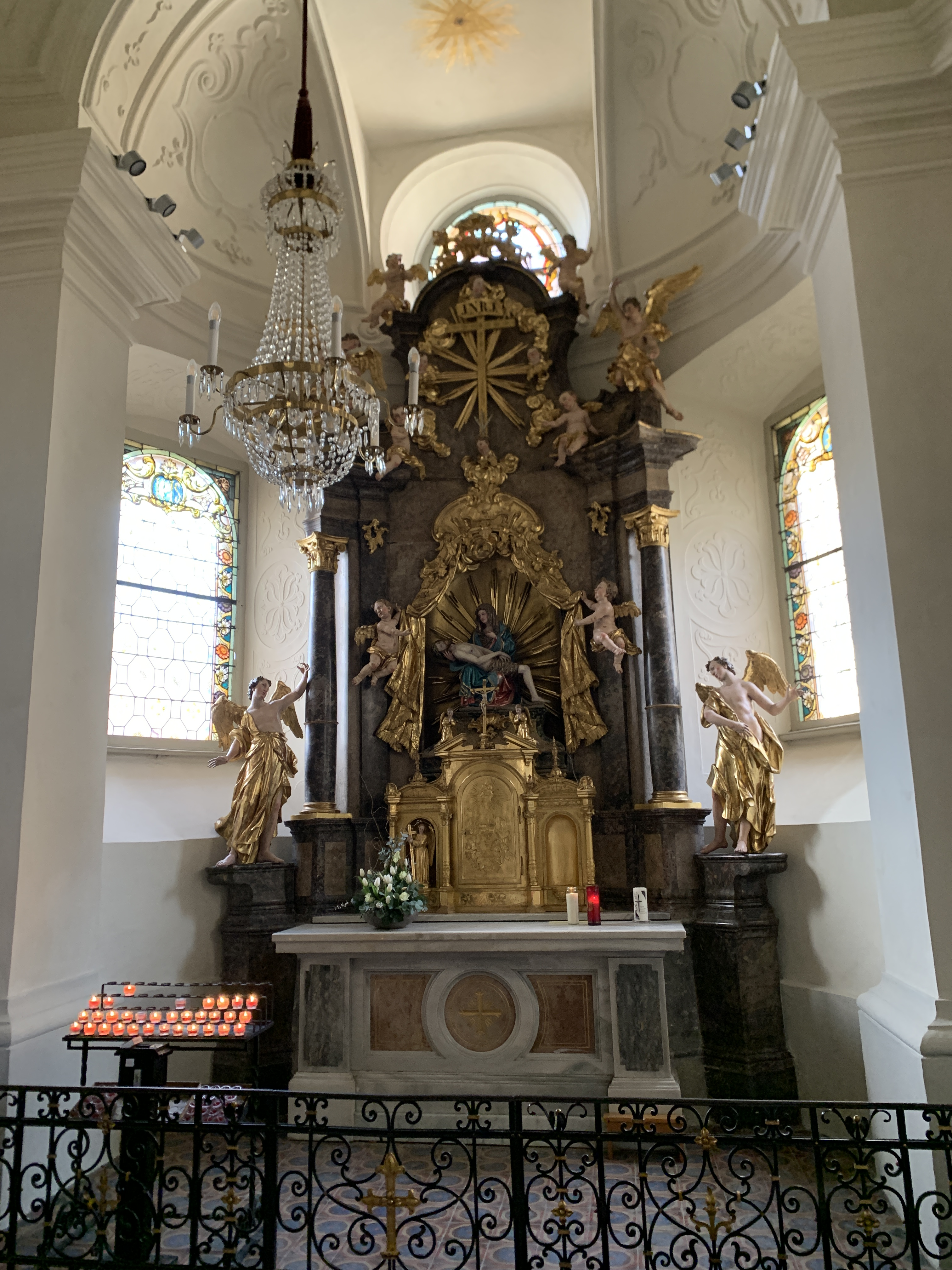
Marienkapelle mit gotischer Pieta

Die Marienkapelle liegt gegenüber der Sakristei in nördlicher Richtung. Im Zentrum des Altares thront die Pieta, die Schmerzhafte Muttergottes, eine Plastik, die im Jahre 1420 als Sandstein angefertigt wurde und damit das künstlerisch wertvollste Ausstattungsstück der Kirche bildet.

### Taufkapelle

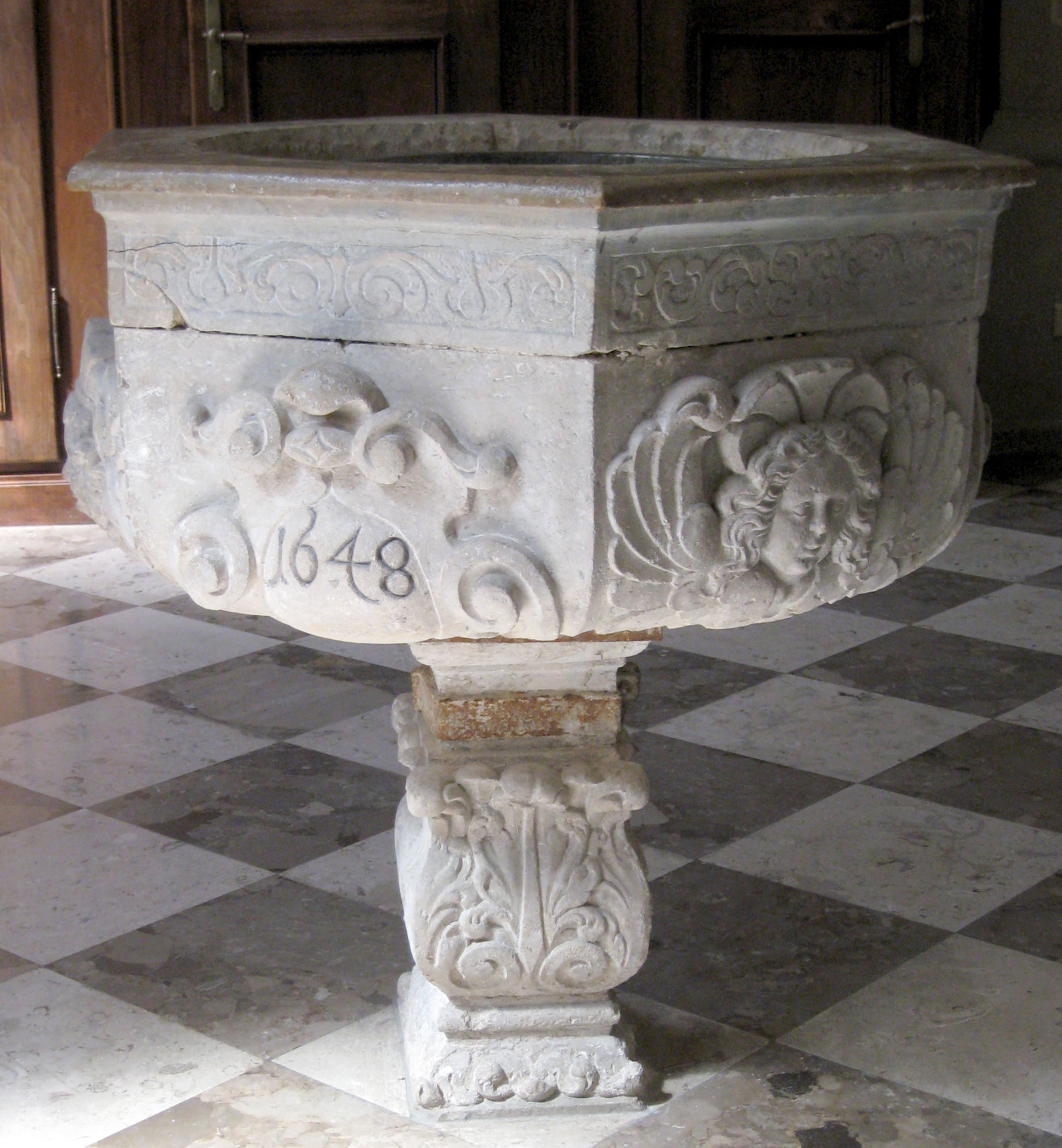
Taufbecken 1648

Das Fresko in der Taufkapelle stellt den hl. Johannes den Täufer bei der Taufe Jesu dar. Das steinerne Renaissance-Taufbecken trägt die Jahreszahl 1648. Vier Ölbilder zeigen die Anbetung der Hl. Drei Könige, die Beschneidung Jesu, die Darstellung Jesu im Tempel und den Kindermord in Bethlehem. An der Südwand der Taufkapelle sind die Gedenksteine des Burgherren Maximilian Steinpeis († 1635) und des Pfarrers Matthias Doll von Dollenberg († 1657) angebracht.

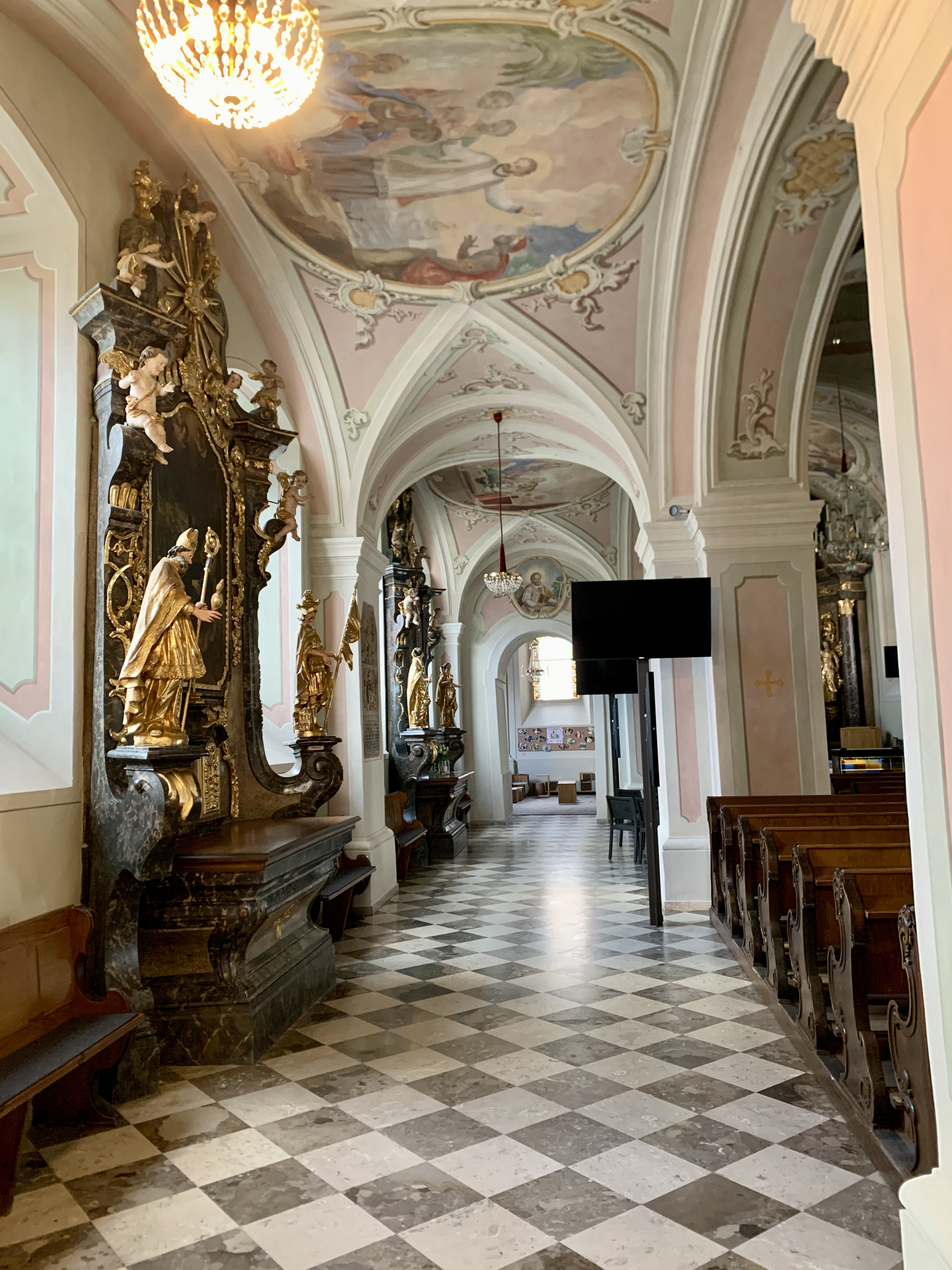
Nördliches Seitenschiff

### Seitenaltäre

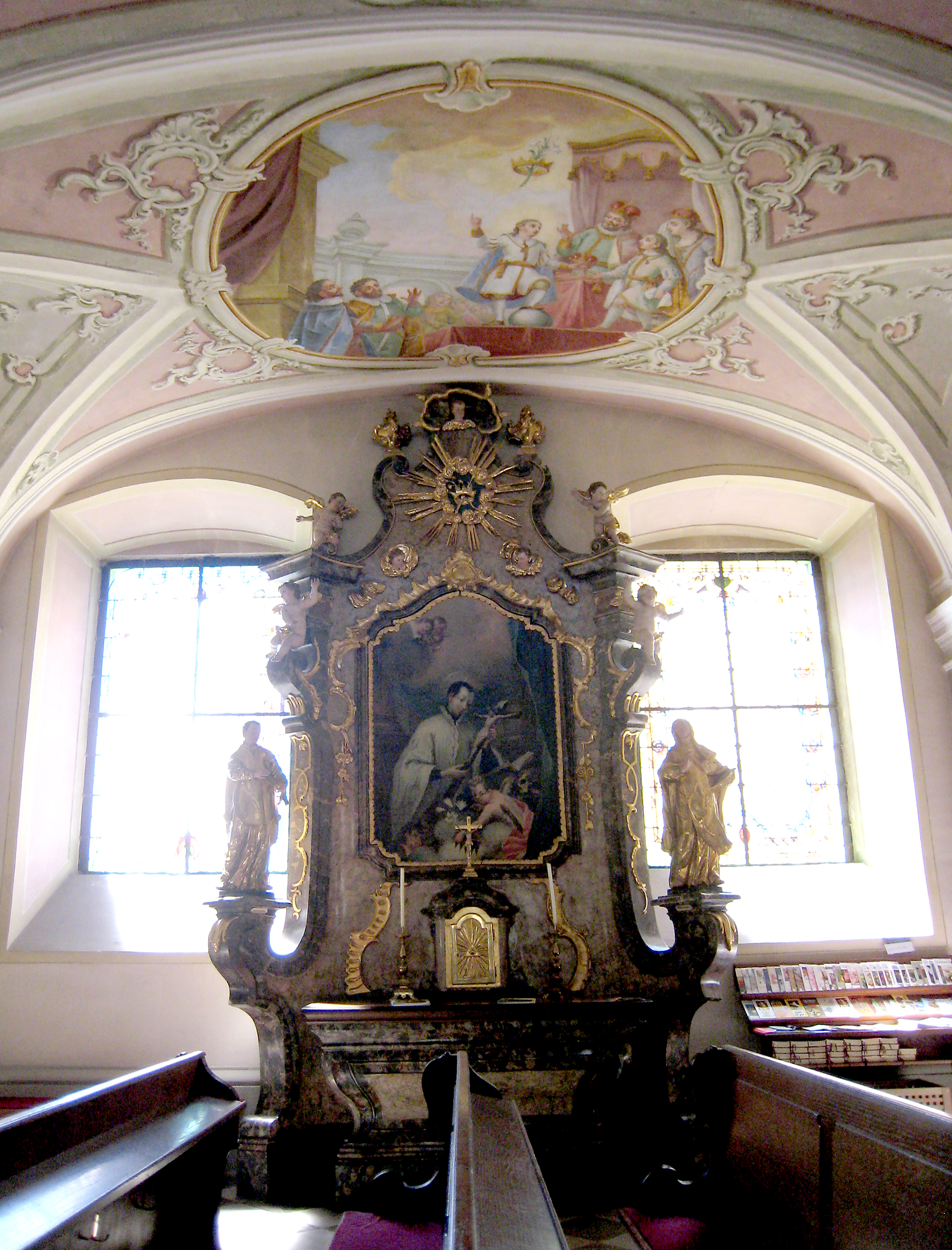
Hartberg Pfarrkirche, Seitenaltar des hl. Aloisius

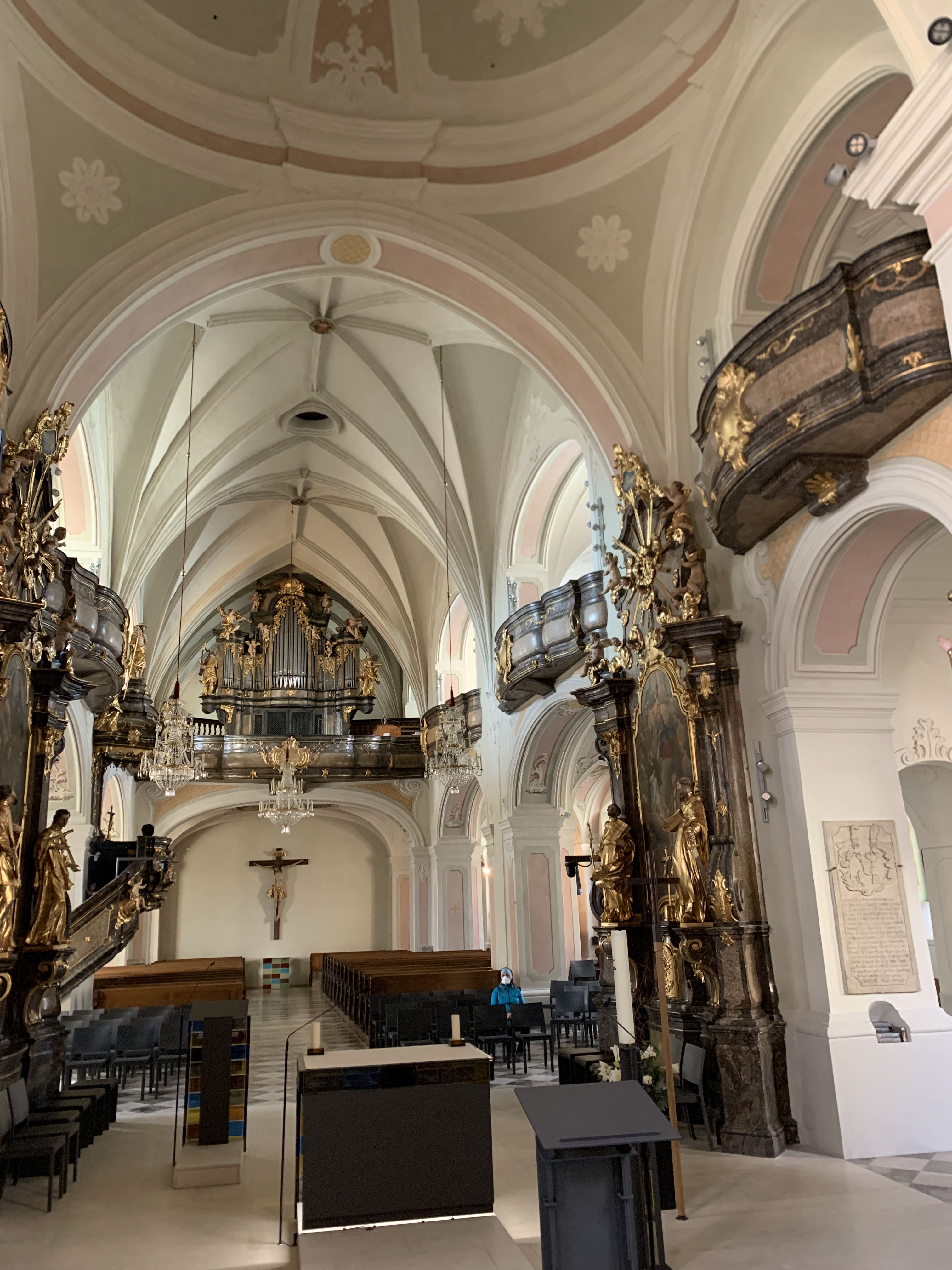
Blick zur Westempore

- Rosenkranzaltar Das Altarbild zeigt die Übergabe des Rosenkranzes durch die Gottesmutter an den hl. Dominikus.
- Altar der Apostel Petrus und Paulus Der rechte Altar ist den heiligen Aposteln Petrus und Paulus geweiht. Die Standbilder an beiden Seiten stellen die hll. Franz Xaver und Aloisius dar.
- Marienaltar In einem Barockaltar sind eine gotische Pietà aus der Zeit um 1420 und ein goldener Altarvorbau aus dem 19. Jahrhundert integriert. Hinter Maria, die den toten Leib Jesu hält, geht die goldene Sonne auf. Im oberen Teil des Altars geht hinter dem Kreuz die Ostersonne auf.
- Altar der Heiligen Familie Das Altarbild zeigt die Heilige Familie in ihrem Hause in Nazareth. Links und rechts davon stehen die Statuen der hl. Katharina und der hl. Barbara. Das Deckenfresko stellt ebenfalls die Heilige Familie dar. Der hl. Josef steht einem Sterbenden bei, er ist der Patron der Sterbenden.
- Altar des heiligen Franz Xaver Der nächste Seitenaltar ist dem hl. Franz Xaver geweiht. Im Deckenfresko sieht man den hl. Franz Xaver bei der Taufe der Inder. Das Altarbild zeigt ihn als Sterbenden. Die Statuen stellen den hl. Augustinus und den hl. Florian dar
- Altar des heiligen Johannes Nepomuk Die Statuen stellen die Apostel Petrus und Paulus dar. Das Deckenfresko zeigt den hl. Johannes von Nepomuk vor dem König Wenzel.
- Altar des heiligen Aloisius Über dem Aloisius-Altar mit den Statuen des hl. Ignatius von Loyola und des hl. Johannes vom Kreuz zeigt das Mölck-Fresko den hl. Aloisius beim Verzicht auf Welt und Krone.

### Orgel

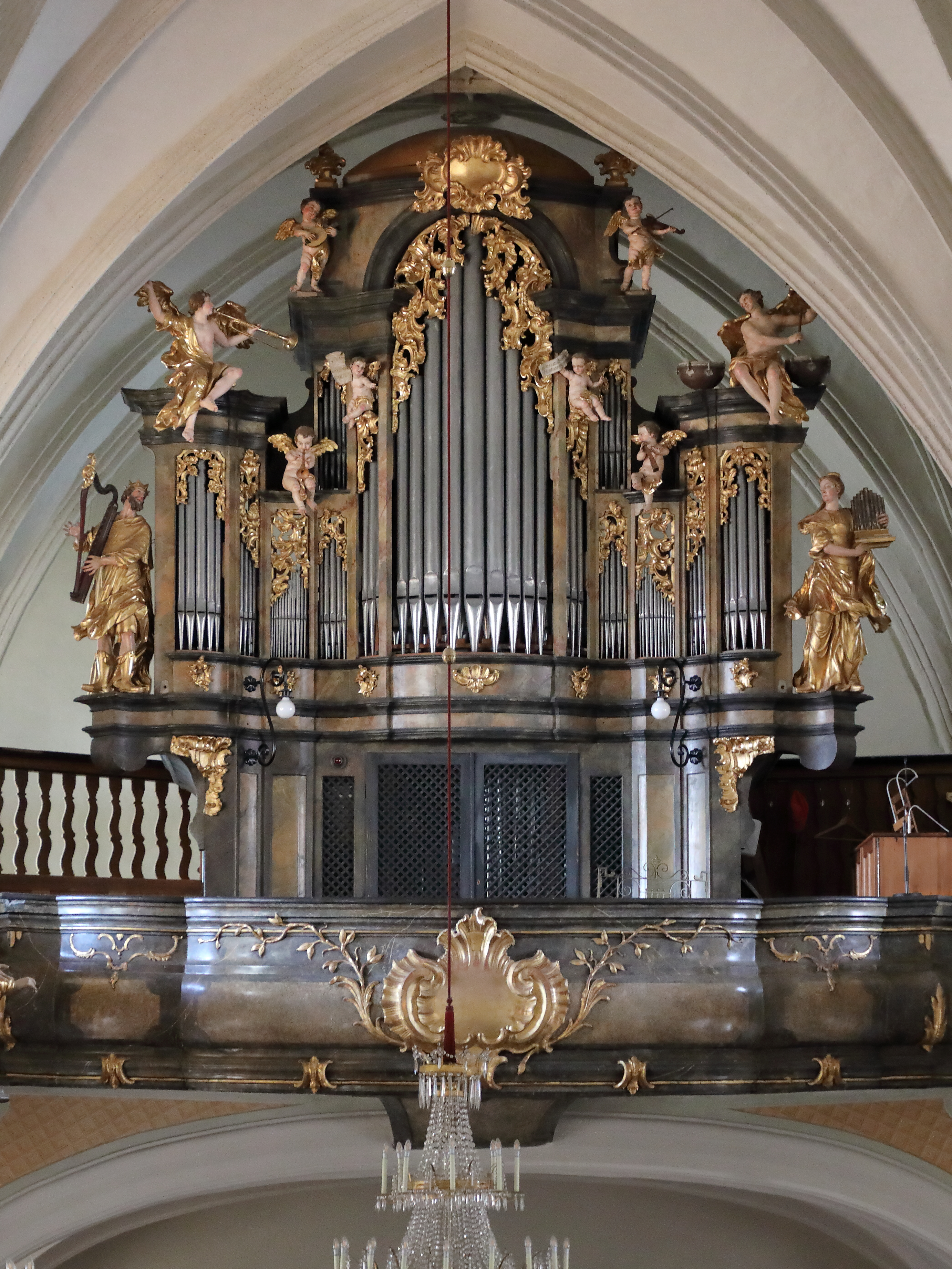
Orgel mit historischem Gehäuse und einem Werk vom Orgelbaumeister Ferdinand Salomon aus dem Jahr 2013

Die Orgel befindet sich auf der westlichen Empore und wurde vom Grazer Orgelbauer Ferdinand Schwarz im Jahre 1762 betriebsfertig übergeben. Mit ihren 29 Registern galt sie bis ins 19. Jahrhundert neben Mariazell und Admont als drittgrößte Orgel in der Steiermark. Die Orgel wurde 1942 vom Orgelbauer Karl Schuke aus Berlin erneuert, wobei von der Schwarzorgel nur die Prospektpfeifen und das Gehäuse erhalten blieben. Im Jahre 1969 wurde die Orgel um zwei weitere Register (Trompete und Posaune) erweitert. Die Orgel umfasst nun 22 Register auf zwei Manualen und Pedal mit elektropneumatischer Traktur. Der Spieltisch ist seitlich aufgestellt. An den Seiten finden sich Statuen von König David und der hl. Cäcilia.
Unter der Orgelempore befindet sich seit 2022 ein überlebensgroßes ursprünglich gotisches Kruzifix, welches zuvor am Triumphbogen im Bereich über dem Volksaltar hing.

### Kanzel
Die Kanzel, die der Grazer Bildhauer Mathias Leitner 1753 schuf, ist eine Stuckmarmorarbeit, ähnlich den Altären grau, rot und weiß marmoriert. Am Schalldach der Kanzel befinden sich die Statuen der vier sitzenden Evangelisten und als Bekrönung Christus als guter Hirte. Am Korb sind vergoldete Reliefs von „Schafen auf der Weide“ und der „Übergabe des Hirtenamtes an Petrus“.

### Kirchturm
Der Kirchturm ist 54 m hoch und gehört mit seinem 90 m² Goldfläche (16.500 Goldplättchen) zu den goldreichsten Kirchtürmen in Österreich.

„Ich Lorenz Husickh schlosser Meister auf den Rinnen Markh habe dießes Creitz und Helm stannen Gott und seinen Heilchen zu greßter Er und glore gemacht den 14. julius 1755sten Jahr ist eß Aufgestellt worden.“

### Glocken
Von 1659 bis zum Ersten Weltkrieg befanden sich sechs Glocken in Kirchturm.
1942 mussten die Glocken für Kriegszwecke eingeschmolzen werden, nur die kleinste, 1924 von der Gemeinde Schildbach gespendet, blieb zurück. Da diese Glocke nicht in ein neues Geläut eingebunden werden konnte, wurde sie der Mission übergeben, und befindet sich heute in San José de Chiquitos in Bolivien.

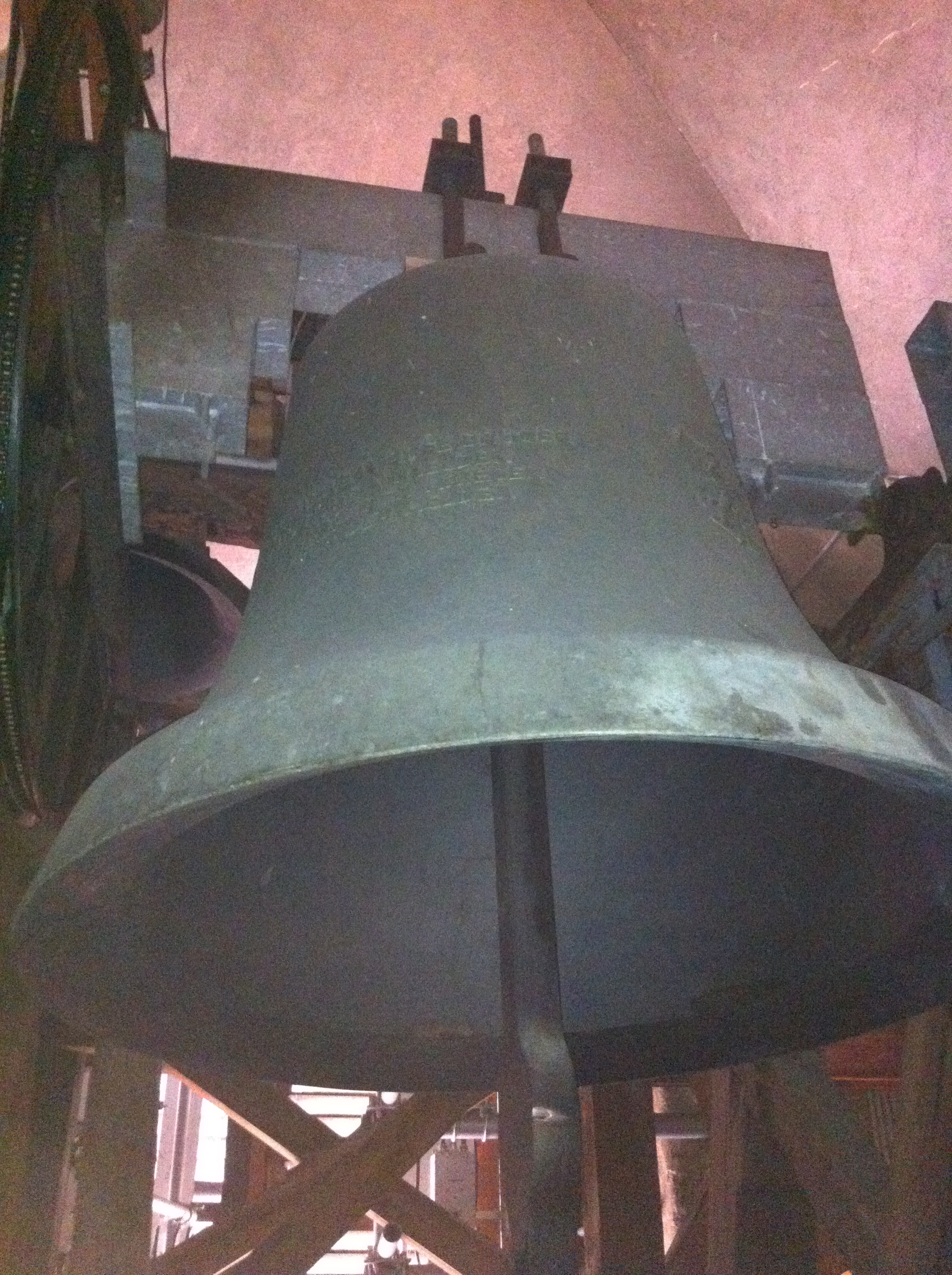
Die große Martinsglocke

Am 24. August 1958 wurden sechs neue Glocken aufgezogen, welche in der Glockengießerei St. Florian in Oberösterreich gegossen wurden:
| Name                   | geweiht dem/der                    | Gewicht | Ton | Schlagwerk      |
| ---------------------- | ---------------------------------- | ------- | --- | --------------- |
| Martinsglocke          | Hl. Martin                         | 2265 kg | c'  | (Stunde)        |
| Jubiläumsglocke        | Christus dem König                 | 1611 kg | d'  | (Viertelstunde) |
| Feuerglocke            | Hl. Florian / Hl. Franz von Assisi | 1135 kg | e'  |                 |
| Engel des Herrn Glocke | Hl. Maria und Anna                 | 704 kg  | g'  |                 |
| Wetterglocke           | Hl. Leonhard und Notburga          | 472 kg  | a'  |                 |
| Sterbeglocke           | Hl. Josef                          | 245 kg  | c'' |                 |

### Videoanlage
Im Jahre 2007 wurde eine Videoanlage, bestehend aus 3 Dome-Kameras und 7 Displays errichtet. Mittels dieser Anlage ist es trotz der baulichen Gegebenheiten möglich, von allen Plätzen in der Kirche aus, dem zentralen Gottesdienstgeschehen zu folgen. Die Videoanlage ist auch die Basis für die Internet-Übertragung der Gottesdienste via Live Stream, welche an den Sonn- und Feiertagen seit dem Jahr 2007 aus der Pfarre Hartberg übertragen werden. Die Gottesdienste können über die Homepage der Pfarre sowie über andere soziale Medien mitverfolgt werden. In der Sakristei der Kirche befindet sich ein professionelles Videostudio, von wo aus die Übertragungen koordiniert werden.